# San Carlos Park
San Carlos Park – jednostka osadnicza w Stanach Zjednoczonych, w stanie Floryda, w hrabstwie Lee.